# Hohle Fels

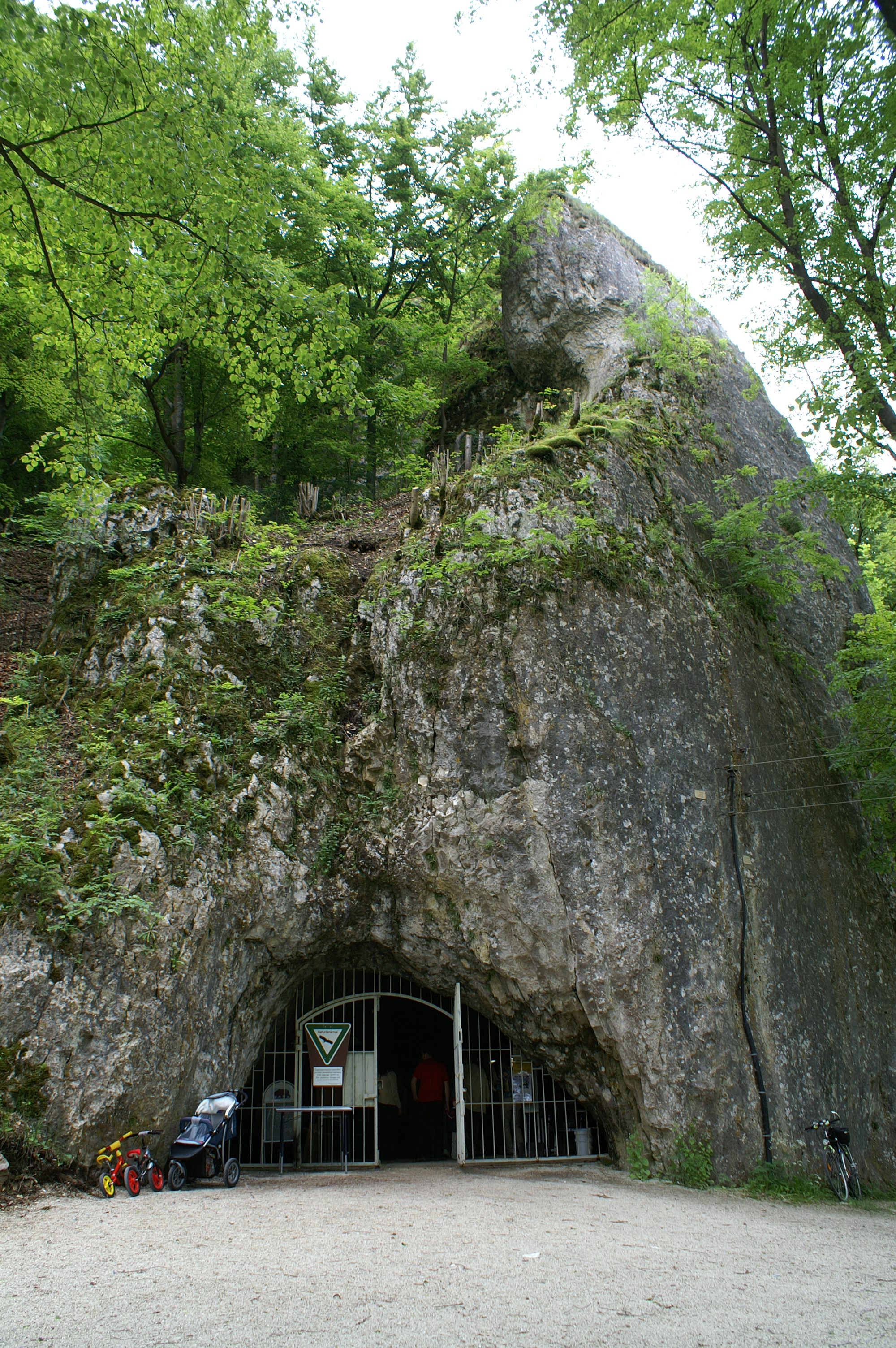
Ingången till Hohle Fels

Hohle Fels, eller Hohlefels eller Hohler Fels, är en grotta i en karstformation i schwabiska alperna i Tyskland, där ett antal viktiga arkeologiska fynd från förhistorisk tid har gjorts. Grottan ligger nära staden  Schelklingen i delstaten Baden-Württemberg.
Grottans ingång ligger 534 meter över havet. Den består av en 15 meter lång tunnel och en sal på 6.000 kubikmeter, en av de största grottsalarna i södra Tyskland.
Den första utgrävningen gjordes 1870 och resulterade i fynd i form av lämningar av grottbjörnar, renar, mammutar och hästar samt verktyg från Aurignacienkulturen.
Senare utgrävningar från 1958-60, 1977 och 2002 gav ett antal spektakulära fynd, bland andra flera skulpturer, som en fågel i elfenben och en 2,5 centimeter hög lejonmänniska, liknande den tidigare påträffade lejonmänniskan från Hohlenstein Stadel. År 2005 upptäcktes en av de äldsta påträffade fallosfigurerna i världen.
År 2008 påträffade en grupp arkeologer från Eberhard-Karls-Universitetet i Tübingen under ledningen av Nicholas Conard en artefakt benämnd  Venus från Hohle Fels, vilken är daterad till omkring 35.000 - 40.000 före Kristus och är den äldsta kända venusfigurinen och samtidigt det äldsta figurativa konstverket som är känt. Samma grupp fann en flöjt i ben i grottan samt fragment av två flöjter i elfenben i närliggande grottor, samtliga minst 35.000 år gamla.

## Fotogalleri

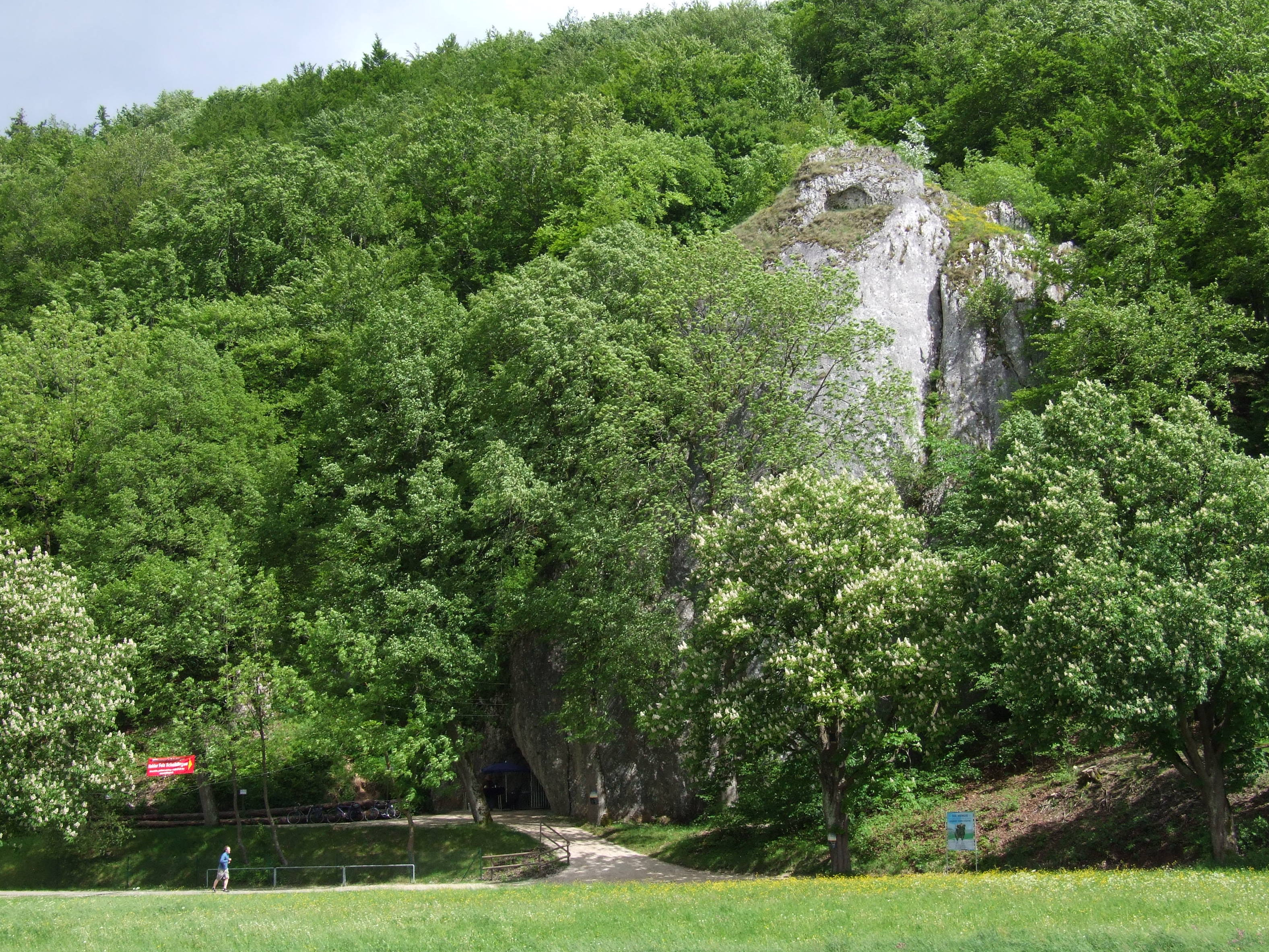
Karsten med Hohle Fels
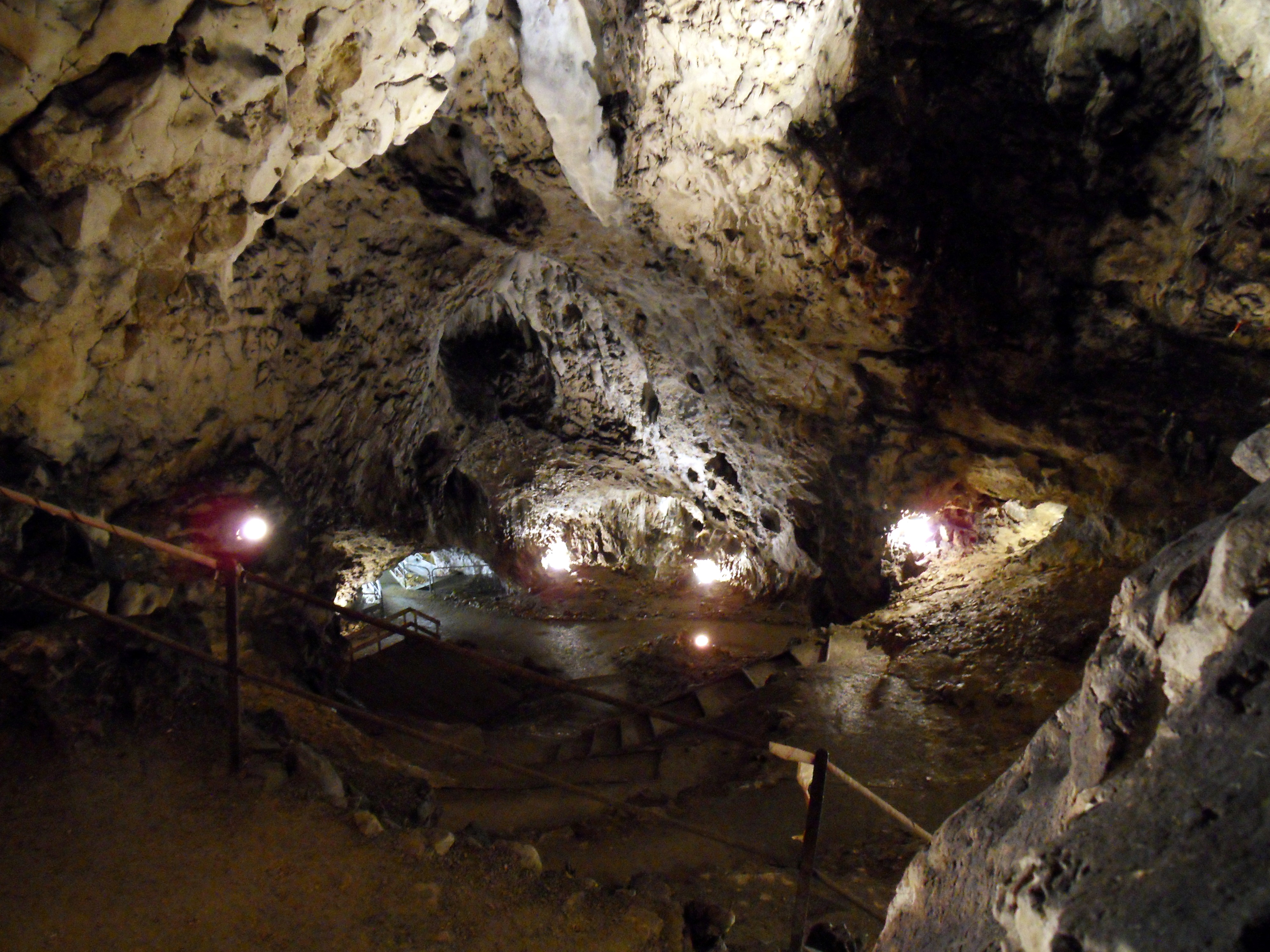
Interiörbild från salen
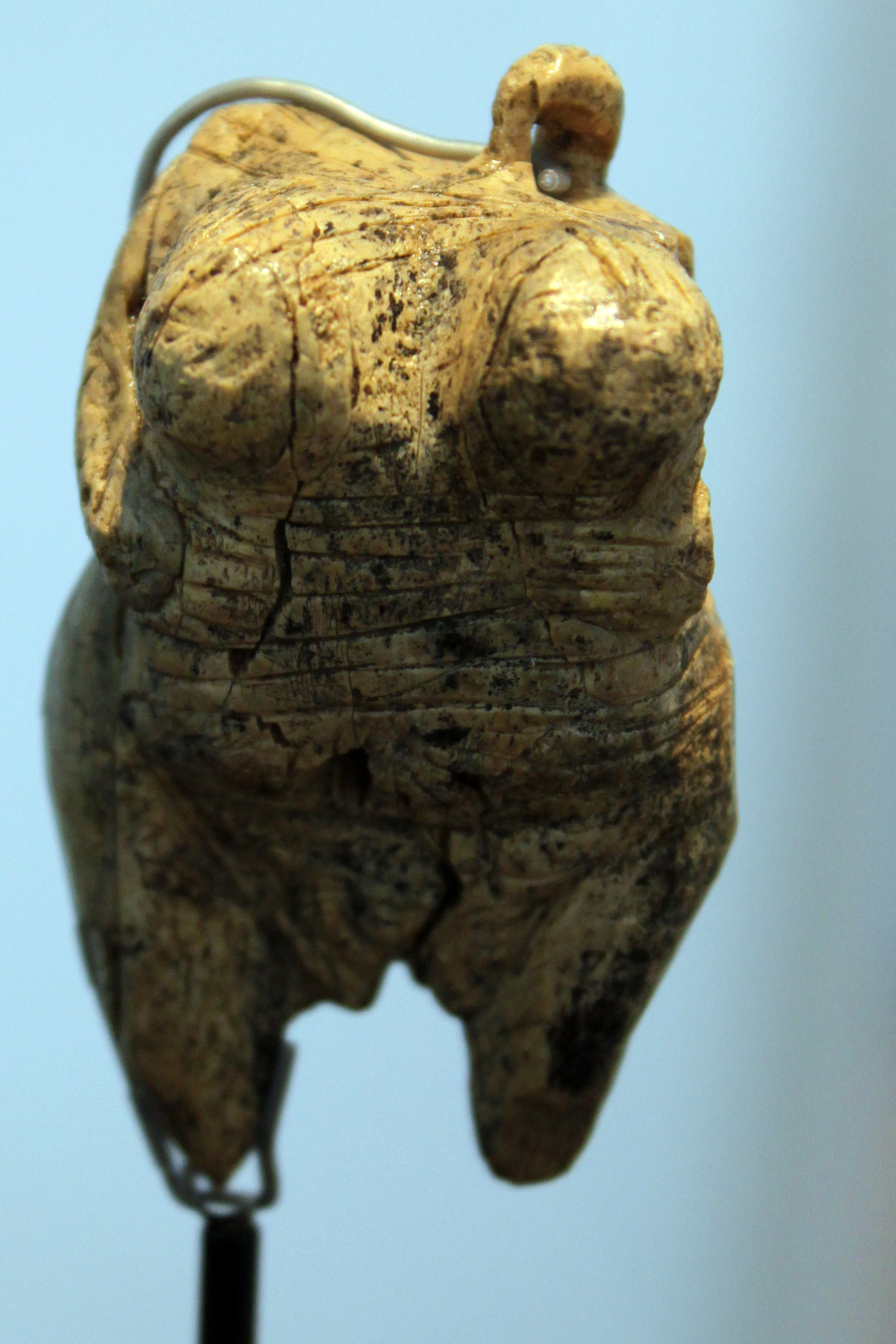
Venus från Hohle Fels
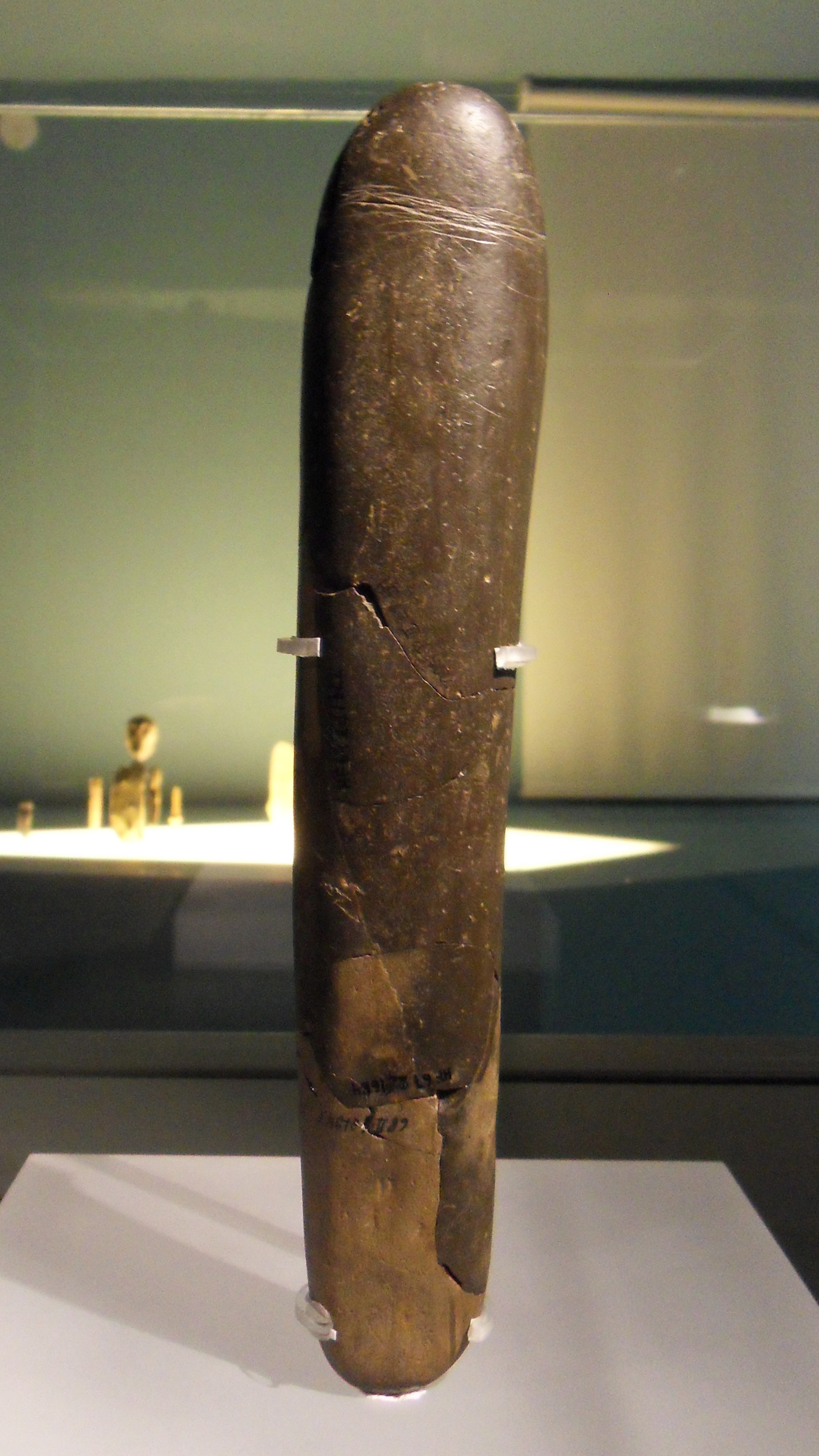
Fallos från Hohle Fels